# Olga Lopes-Seale
Olga Lopes-Seale  (Guiana, 26 de dezembro de 1918 - Barbados, 4 de fevereiro de 2011) foi uma assistente social, radialista e cantora guianense. Toda sua carreira ocorreu em Barbados.